# Municipio de Cedarville (Míchigan)
El municipio de Cedarville (en inglés: Cedarville Township) es un municipio ubicado en el condado de Menominee en el estado estadounidense de Míchigan. En el año 2010 tenía una población de 253 habitantes y una densidad poblacional de 1,24 personas por km².

## Geografía
El municipio de Cedarville se encuentra ubicado en las coordenadas 45°28′31″N 87°22′35″O / 45.47528, -87.37639. Según la Oficina del Censo de los Estados Unidos, el municipio tiene una superficie total de 204.7 km², de la cual 204,44 km² corresponden a tierra firme y (0,12 %) 0,25 km² es agua.

## Demografía
Según el censo de 2010, había 253 personas residiendo en el municipio de Cedarville. La densidad de población era de 1,24 hab./km². De los 253 habitantes, el municipio de Cedarville estaba compuesto por el 96,84 % blancos, el 0,4 % eran afroamericanos, el 1,98 % eran amerindios y el 0,79 % eran de una mezcla de razas. Del total de la población el 0,4 % eran hispanos o latinos de cualquier raza.